# Alvin und die Chipmunks treffen den Wolfman!
Alvin und die Chipmunks treffen den Wolfman! (Originaltitel Alvin and the Chipmunks Meet the Wolfman) ist ein US-amerikanischer Animationsfilm aus dem Jahr 2000, der von Bagdasarian Productions und Universal Cartoon Studios produziert wurde. Der Film erzählt von den Charakteren der fiktiven Band Alvin und die Chipmunks und ist der zweite Direct-to-Video veröffentlichte Film zu diesem Franchise. Er ist in die Genres Horror, Musical und Comedy einzuordnen.

## Handlung
Alvin hat Albträume davon, den Wolfsmann zu treffen, und wacht vor Angst schreiend auf. Simon und Dave meinen, dass er zu viele Horrorfilme gesehen hat, doch Alvin sieht die Schuld beim neuen Nachbar, Lawrence Talbot, der etwas verstecke. Auch die Chipettes werden von etwas erschreckt, als sie abends mit den Chipmunks nach Hause gehen. Theodore währenddessen hat Probleme mit Nathan, einem Mobber. Schulleiterin Milliken, die wegen Alvins täglichen Streichen in den Ruhestand gehen will, ist ihm keine Hilfe. Alvin aber setzt sich für ihn ein. An der Schule soll Dr. Jekyll und Mr. Hyde aufgeführt werden, doch als ein weiterer Unfall, den Alvin verursacht, zu einer Explosion führt, soll Theodore an Stelle von Alvin die Rolle des Mr. Hyde übernehmen.
Alvin und Simon machen sich auf die Suche nach Beweisen, dass Mr. Talbot ein Werwolf ist. Inzwischen glaubt niemand, dass Theodore beängstigend genug ist, um die Rolle von Mr. Hyde zu spielen. Doch dann wird er auf dem Heimweg von einem großen Hund gebissen, nachdem er Eleanor, in die er sich verknallt hat, eine Halskette geschenkt hat. Am nächsten Tag bei der Probe macht Theodore einen äußerst schrecklichen Eindruck von Mr. Hyde. Auch Nachts verwandelt sich Theodore in einen welpenähnlichen Werwolf, und seine Persönlichkeit verändert sich bei Tag drastisch und wird bösartiger und gemeiner. Mit ihrem Bruder, der jetzt ein Werwolf ist, suchen Alvin und Simon nach einer Möglichkeit, Theodore zu helfen und das Schulstück zu retten, ohne dass Dave die Wahrheit herausfindet.
Die Drei beschließen, sich von Madame Raya beraten zu lassen. Sie sagt, dass Theodore dem Tierzustand bereits nahe ist und sich bald in einen Werwolf verwandeln wird. Zur Heilung schlägt sie vor, ihn mit einem silbernen Stock auszuschalten, während er noch ein Welpe vor dem nächsten Vollmond ist, wenn die Transformation abgeschlossen sein wird. Alvin befolgt den Rat, bricht in Mr. Talbots Haus ein und stiehlt seinen Silberstock, der dann von Theodore in zwei Teile zerbrochen wird, nachdem Alvin ihn damit geschlagen hat. Er ist nicht geheilt, rennt davon und trifft Dave. In dieser Nacht geht Dave zu Mr. Talbot, um sich zu entschuldigen und ihm alles zu erklären. Während des Gesprächs, in dem Herr Talbot erwähnte, wie sein Nachkomme von Menschen mit Silberkugeln getötet wurde, geht der Vollmond auf und er verwandelt sich in einen Werwolf. Dave rennt verängstigt zur Schule, um die Jungen zu warnen, hat aber einen Unfall. Nachdem er Dave zur Schule gefolgt ist, geht Mr. Talbot hinein und jagt Alvin nach.
Während des Stücks verwandelt sich Theodore in einen Werwolf und greift Eleanor an. Doch die Kette erinnert Theodore an seine Gefühle ihr gegenüber und er flieht. Eleanor folgt ihm, entschlossen, ihm zu helfen, nur um fast von Mr. Talbot angegriffen zu werden. Er stellt sich als der Werwolf heraus, der Theodore gebissen hat. Theodore verteidigt sie und greift Mr. Talbot an und beißt ihn in Werwolfform. Infolge des Bisses verwandelt sich Theodore wieder in einen Chipmunk und Talbot kehrt zur Normalität zurück. Talbot rennt von der Bühne. Der Biss hat sie geheilt, indem er den Effekt auf beide umkehrte. Mit den erfreulichen Neuigkeiten rennt Alvin schnell auf die Bühne, und die Zuschauer glauben, dass der gesamte Vorfall zum Schauspiel gehörte. Auf der Abschlussparty erfahren sie, dass Mr. Talbot ihr neuer Schulleiter sein wird, da Frau Milliken sich einen weniger stressigen Job gesucht hat und in Zukunft einen mit Nitroglycerin gefüllten Lastwagen fährt. Nachdem Dave aufgewacht ist, taucht er verspätet auf und greift fast Talbot an. Die Jungs erklären schnell, dass Theodore sich um alles gekümmert hat und Dave ist beeindruckt und stolz auf ihn.

## Produktion und Veröffentlichung
Der Film wurde im Auftrag und unter Leitung von Universal Cartoon Studios bei Tama Productions in Tokio animiert. Er war der zweite von drei Produktionen, die in einer solchen Kooperation entstanden. Regie führte Kathi Castillo, die auch als Produzentin und Charakterdesignerin fungierte, und das Drehbuch schrieb John Loy. Für den Schnitt war Jay Bixsen verantwortlich.
Universal Studios Home Video veröffentlichte den Film am 29. August 2000 auf VHS zusammen mit Alvin und die Chipmunks treffen Frankenstein, Monster Mash und vier Folgen von Archies Weird Mysteries (kombiniert in einem Feature, Archie und die Riverdale Vampires). Am 7. September 2004 wurden alle vier Animationsfilme zusammen auf dem DVD-Set Monster Bash Fun Pack veröffentlicht. Ein Zwei-Disc-DVD-Set Scare-riffic Double Feature mit Alvin und die Chipmunks treffen Frankenstein. wurde am 4. September 2007 herausgegeben und am 11. März 2008 mit einem anderen Cover erneut veröffentlicht.
Universal vertrieb den Film auch international. Am 14. April 2002 erschien er auf Deutsch. Am 26. Oktober 2018 wurde er im Fernsehen gezeigt. Außerdem wurde der Animationsfilm unter anderem in Kanada, Australien und Neuseeland sowie auf Französisch, Spanisch, Japanisch, Portugiesisch und Russisch veröffentlicht.

### Synchronisation
Die Synchronarbeiten für das Original fanden unter der Regie von Ginny McSwain statt.
| Rolle                                                   | Originalsprecher |
| ------------------------------------------------------- | ---------------- |
| Alvin, Simon und Dave Seville                           | Ross Bagdasarian |
| Theodore Seville, Brittany, Jeanette und Eleanor Miller | Janice Karman    |
| Mr. Lawrence Talbot                                     | Maurice LaMarche |
| Principal Milliken                                      | Miriam Flynn     |
| Mr. Rochelle                                            | Rob Paulsen      |
| Madame Raya                                             | April Winchell   |
| Nathan                                                  | Elizabeth Daily  |
| Werwolf                                                 | Frank Welker     |

### Musik
Die Musik des Films wurde komponiert von Mark Watters. Folgende Lieder, die während der Geschichte eingespielt werden, erschienen auch mit dem Soundtrack auf CD:
- Munks on a Mission von Alvin und Simon
- Monster Out in You von The Chipmunks
- Everything’s Gonna Be Alright von The Chipmunks and the Chipettes